# Ritzgerode
Ritzgerode este o comună în Saxonia-Anhalt, Germania.